# Сухий Торець
Сухи́й Торе́ць — річка в Україні, в межах Лозівського і Ізюмського районів Харківської області та Краматорського району Донецької області. Ліва притока Казенного Торцю (басейн Сіверського Дінця).

## Опис
Довжина 97 км. Площа водозбірного басейну 1 610 км². Похил річки 0,7 м/км. Річкова долина трапецієподібна, завширшки 3—6 км. Заплава двобічна, завширшки 0,5—1,8 км. Річище звивисте. Характерне чергування ширких і глибоких плес та мілководних ділянок. Використовується на рибництво, зрошення та водопостачання. Численні ставки і невеликі водосховища. Залужені прибережні смуги, розчищено пригирлову ділянку річки.
Басейн річки Сухий Торець являє собою досить високе, сильно порізане долинами річок, розгалужене балками і ярами, плато.
Долина річки пряма, переважаюча її ширина становить 3—4 км. Схили долини помірно круті, заввишки від 30 до 90 м. Долина річки починається двома великими балками. Поступово розширюючись, вона досягає між м. Барвінкове і границею Харківської і Донецької областей 2,5—3 км. До с. Африканівки долина симетрична, нижче її стає асиметричною, причому більш піднесеним і крутим є лівий схил. Заплава рівна, здебільшого суха.
Русло помірно звивисте і являє собою ряд плесів, роз'єднаних перекатами. Переважна ширина русла на плесах 40—50 м, глибина 1,3—2,0 м, середня швидкість 0,1 м/с. Дно мулисте. Меженні береги низькі і положисті.
Лівобережжя Сухого Торця розчленовано розгалуженими балками.

## Розташування
Бере початок у балці на південний захід від села Семенівки. Тече південно-західною частиною Донецького кряжа на схід та (частково) південний схід. Впадає до Казенного Торця на південній околиці міста Слов'янська.
- У Барвінківському та Близнюківському районі на річці утворено гідрологічний заказник «Семенівський» площею 185,6 га.

## Притоки
- Лукноваха, Бичок (праві).
- Курулька, Черкаська, Гола Долина ліві).

## Етимологія
Раніше Сухий Торець мав назву Торець, а Казенний Торець — Тор. Назва Торець походить від літописного імені тюркських племен огузів — торки, які в середині XI сторіччі перекочували в чорноморські степи. Інша версія походження назви Торець від готського бога Тора, аналога слов'янського бога Велеса (Тура, бика). В Сухий Торець, Казенний Торець та Самару в цьому краю впадають до десятка малих річок, що мають назви Бичок, Бик. Східні готи мешкали в цих степах в III та IV сторіччі н. е. Ще нещодавно Торець був судоплавний, в нього впадали річки Лукноваха (в межах міста Барвінкове), Колодязна, Боброва, Курульчата (можливо «Каяла» зі «Слова о полку Ігоревому»), Бичок. З описів мандрівників за 1774 рік вони їхали «від Барвінкової Стінки до Маяків весь час лісом».

## Населені пункти
Протікає через місто Барвінкове, села Гусарівка, Подолівка Ізюмського району Харківської області та села Краматорського району Донецької області Майдан, Привілля, Прилісне, Троїцьке, Черкаське, Андріївку і Билбасівку. Також через міста Слов'янськ Донецької області та Барвінкове Харківської області. У нижній течії річка протікає територією міста Слов'янськ, де зливається з річкою Казенний Торець. У місці злиття побудовано ґрунтову дамбу.